# 希尔韦托·马丁内斯
希尔韦托·马丁内斯（西班牙語：Gilberto Martínez，1979年10月1日—）哥斯达黎加男子足球运动员，司职后卫。他曾代表哥斯达黎加参加2002年和2006年国际足联世界杯，两届比赛均止步小组赛阶段。